# Eric Thompson (baloncestista)
Eric Garcia Thompson Jr. (Detroit, Míchigan, 8 de abril de 1993) es un baloncestista estadounidense. Con 2,03 metros de estatura, juega en la posición de ala-pívot.

## Trayectoria deportiva
Thompson se formaría a caballo entre Lake Michigan College (2011–2012), Saddleback College (2013–2014) y Pacific Tigers en el que ingresaría en 2014 para jugar dos temporadas en la NCAA. 
Tras no ser elegido en el Draft de la NBA de 2016, Thompson debutaría como profesional en Alemania en las filas del ETB Schwarz-Weiß de la ProA, en la que disputó 30 partidos durante la temporada 2016-17, promedió 10 puntos y 8 rebotes por partido durante la temporada 2016-17.
El 5 de septiembre de 2017, Thompson firmó un contrato de un año con Swiss Central Basket de la Swiss Basketball League. Durante la temporada 2017-18 disputó 25 partidos en los que promedió 16.2 puntos y 11.2 rebotes por partido.
El 13 de junio de 2018, Thompson firmó con Hefei Yuanchuang de la NBL china. El 11 de julio de 2018, Thompson anotó 42 puntos con 16 de 24 triples encestados y 23 rebotes en una derrota de 119-150 ante Hebei Xianglan. En 25 partidos disputados con el Hefei Yuanchuang, promedió un 23 puntos y 20 rebotes por partido.
El 18 de septiembre de 2018, Thompson firmó con Hiroshima Dragonflies de la B.League japonesa. El 10 de febrero de 2019, Thompson se marcharía del conjunto nipón para unirse al Kagawa Five Arrows también japonés, para el resto de la temporada. En Kagawa Five Arrows jugaría 17 partidos en los que promedió 16.1 puntos y 14.4 rebotes y 2.6 asistencias por encuentro.
El 28 de agosto de 2019, Thompson firmó un contrato de un año con Hapoel Eilat de la Ligat Winner israelí.
Durante la temporada 2019-20 disputaría 21 partidos en los que promedia 11.57 puntos por encuentro.
En julio de 2020, tras abandonar las filas del Hapoel Eilat, se compromete con el Incheon ET Land Elephants de la Liga de baloncesto de Corea.
El 22 de febrero de 2021, Thompson firmó con Hapoel Be'er Sheva B.C. de la Ligat Winner israelí.
En junio de 2024 se unió a los Cocodrilos de Caracas de la Superliga Profesional de Baloncesto de Venezuela.